# Gare de Balta
La gare de Balta (en ukrainien : Балта (станція)) est une gare ferroviaire ukrainienne située dans l'oblast d'Odessa.

## Histoire

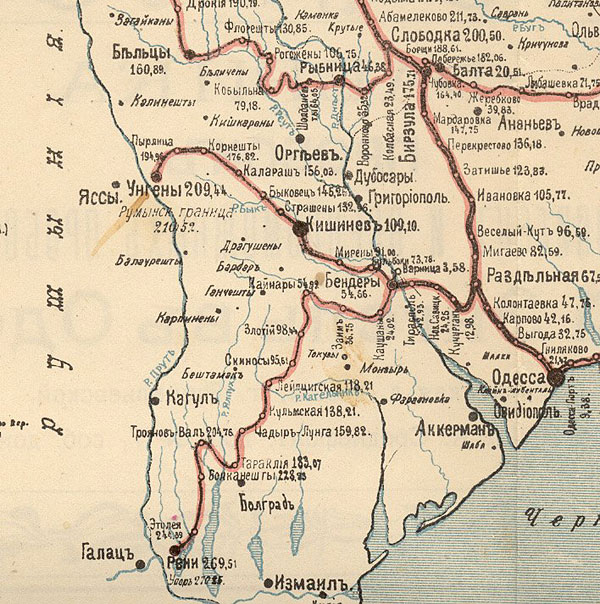
Les lignes en 1899.

Située sur la ligne Odessa-Balta commencée en 1863, la gare fut construite en 1865, la ville possédait des abattoirs et des foires commerciales. En 1915 le Tzar Nicolas II visitait la gare dans sa tournée du front de la Grande guerre.

## Service des voyageurs

### Accueil
Située à 8km de Balta, la gare se trouve dans le village de Biline.